# Przybysław (powiat słupecki)
Przybysław – osada w Polsce, w województwie wielkopolskim, w powiecie słupeckim, w gminie Zagórów.
Do 2023 miejscowość była częścią wsi Nowa Wieś.
W latach 1975–1998 Przybysław należał administracyjnie do województwa konińskiego.